# Islamische Gemeinde Luzern
Die Islamische Gemeinde Luzern (IGL) vertritt die öffentlich-gesellschaftlichen Interessen der rund 13'000 Sunniten der muslimischen Gemeinschaft im Kanton Luzern und fungiert als Dachverband aller sunnitisch-islamischen Organisationen des Kanton Luzerns.

## Zweck
Der IGL vertritt die gesellschaftlichen Interessen der muslimischen Gemeinschaft im Kanton Luzern. Er ist demokratisch organisiert und vertritt individuell Muslime und ermöglicht ihnen, ihre Bedürfnisse und Angelegenheiten zu veräussern. Der IGL möchte die Integration der Muslime in die Schweizerische Gesellschaft vorantreiben. Sie bemüht sich darum die religiösen und moralischen Werte der Luzerner Muslime zu bewahren. Er möchte ausserdem Missverständnisse und soziale Spannungen abbauen und ein friedliches Zusammenleben zwischen den verschiedenen Kulturen und Gemeinschaften im Kanton Luzern fördern. Das Hauptanliegen der Organisation ist die öffentlich rechtliche Anerkennung der muslimischen Gemeinde im Kanton Luzern.

## Geschichte
1976 organisierten sich die Muslime in Luzern zum ersten Mal in der Eyüb Moschee in Reussbühl. In dieser ersten Moschee waren Muslime verschiedener sprachlicher und nationaler Herkunft vertreten. In den 1990er Jahren, mit zunehmender Zahl der Luzerner Muslime, gründeten die Muslime nach kulturellem Hintergrund getrennte, neue Moscheen. So 1991 das Dzemat der Islamischen Gemeinschaft Luzern für die bosnischsprachigen Muslime, 1993 die Dar as-Salam Moschee für die arabisch-sprechenden Muslime und 1994 die Islamisch-Albanische Moschee. Anfang Januar 2002 wurde in Luzern der Verband islamischer Organisationen des Kantons Luzern (VIOKL) gegründet mit dem Zweck eine bessere Zusammenarbeit zwischen den verschiedenen Organisationen zu ermöglichen. Im März 2005 wurde die IGL mit dem Ziel einer besseren Vernetzung der Muslime selbst, einer koordinierten Öffentlichkeitsarbeit und der staatlichen Anerkennung der Religionsgemeinschaft durch den Kanton gegründet. In den nachfolgenden Jahren ging der VIOKL in der IGL auf. Nach einem Gesuch vom Mai 2003 und einem langen Prozess, können die Muslime der Stadt Luzern und acht Agglomerationsgemeinden seit 2008 auf dem Friedhof Friedental auf einer separaten Parzelle nach muslimischen Ritus bestattet werden.

## Mitglieder
| Moscheeverein                             | Jahr | PLZ & Ort        |
| ----------------------------------------- | ---- | ---------------- |
| Eyüb Moschee                              | 1976 | 6015 Reussbühl   |
| Dzemat der Islamischen Gemeinschaft       | 1991 | 6020 Emmenbrücke |
| Moschee Dar as-Salam                      | 1993 | 6010 Kriens      |
| Islamisch-Albanische Kulturgemeinschaft   | 1994 | 6020 Emmenbrücke |
| Islamischer Frauenverein Luzern           | 2002 | 6010 Kriens      |
| Islamischer Kulturverein – Barmherzigkeit | 2006 | 6003 Luzern      |
| Nur al Huda Verein                        | -    | 6030 Ebikon      |